# Loma Linda (Teksas)
Loma Linda je naseljeno mjesto za statističke potrebe u američkoj saveznoj državi Teksas. Prema popisu stanovništva iz 2010. u njemu je živjelo 122 stanovnika.